# Трговина људима у Буркини Фасо
Трговина људима у Буркини Фасо је ратификовала Протокол УН-а о трговини људима из 2000. у мају 2002. 
Буркина Фасо је 2010. године била земља порекла, транзита и одредишта за особе, углавном деце, које су биле изложене трговини људима, посебно принудном раду и принудној проституцији. Влада Буркине Фасо доставила је податке Министарства за социјално дјеловање који показују да су 2009. године снаге сигурности и регионални комитети за надзор трговине људима пресрели 788 дјеце Буркинабе и стране дјеце, од којих су 619 били дјечаци, намијењени за експлоатацију у другим земљама, пре свега у Обали Слоноваче, Мали и Нигер . Жртве трговине децом које су остале унутар Буркине Фасо обично су пронађене у великим градовима као што су Уагадугу, Бобо-Дјуласо, Ноуна и Хунде . Деца жртве су се суочавала са условима принудног рада или услуга као што су плантаже и рударске руке, радници на фармама какаоа, кућна послуга, просјаци регрутовани као ученици у неакредитованим школама Курана или заробљеници у трговини проституцијом . У мањој мери, трговци људима су врбовали жене из Буркинабе за комерцијалну сексуалну експлоатацију без пристанка у Европи. Жене из суседних земаља попут Нигерије, Тогоа, Бенина и Нигера мигрирале су у Буркину Фасо уз обећање респектабилног посла, али су биле подвргнуте принудном раду у баровима или принудној проституцији.
У 2010. години Влада Буркине Фасо није у потпуности испоштовала минималне стандарде за елиминацију трговине људима; међутим, уложила је значајне напоре да то учини, упркос ограниченим ресурсима. Број деце жртава пресретнутих у 2009. години премашује за 100 већ високу стопу забележену у претходном извештајном периоду. Ипак, велике поплаве у септембру 2009. уништиле су многе фајлове и компјутерске системе који садрже податке о истрагама и кривичном гоњењу трговине људима током године. Претходних година, влада је савесно пријављивала такве информације. Напори заштите и помоћи жртвама су настављени у мери у којој су то дозвољавали напети ресурси земље.
Канцеларија америчког Стејт департмента за праћење и борбу против трговине људима ставила је земљу на „Листу за праћење нивоа 2“ 2017.  Земља је премештена у ниво 2 2023.
У 2023. години, Индекс организованог криминала дао је земљи оцену 7 од 10 за трговину људима.

## Тужилаштво (2010)
Ефикасност владиних напора за спровођење закона у борби против трговине људима у 2009. години било је тешко проценити због природне катастрофе која је уништила релевантну евиденцију. Закон о борби против трговине људима Буркине Фасо из маја 2008. забрањује све облике трговине људима и прописује максималне казне за осуђене преступнике до 20 година или доживотни затвор; ове казне су довољно строге и сразмерне прописаним казнама за друга тешка кривична дела, као што је силовање. Влада није известила да ли су успешна кривична гоњења у 2009. години довела до знатно дужих казни од казни које су изречене осуђеним преступницима у претходним извештајним периодима. Влада је тврдила да је 2009. године истражила и кривично гонила одређени број осумњичених за преступнике трговине људима; компјутеризована и папирна полицијска и судска евиденција о овим случајевима је накнадно изгубљена у поплавама у септембру 2009. године. Није било доказа да су владини званичници били саучесници у трговини људима, иако су неки корумпирани органи за спровођење закона можда омогућили активности везане за трговину људима.

## Заштита (2010)
Влада није била у позицији да пружа многе услуге директно жртвама трговине људима. У 2009. години, међутим, Министарство за социјалну акцију, заједно са снагама безбедности и регионалним комитетима за борбу против трговине људима, идентификовало је и упутило 788 деце жртава у неке од 23 транзитна центра које заједнички финансирају влада и УНИЦЕФ . Влада је такође обезбедила око 85.000 долара за подршку и школарину за 50 сиротишта и вртића у којима је ризик од трговине децом био значајан – необична посвећеност подршке владе са ограниченим ресурсима. Како би помогла страним жртвама да се брзо врате у своје домовине, влада је обрађивала њихове путне исправе и сарађивала са невладиним организацијама како би осигурала безбедан повратак. Закон Буркинабеа дозвољава жртви да тражи правни поступак против починилаца трговине људима, али званичне агенције нису пријавиле ниједан такав случај 2009. године, нити случајеве да су жртве помагале у кривичном гоњењу осумњичених починилаца. Влада не пружа законске алтернативе уклањању страних жртава у земље у којима се суочавају са тешкоћама или одмаздом. Међутим, држављани држава ЕЦОВАС, укључујући жртве трговине људима, могу легално боравити и радити у Буркини Фасо. Влада је уложила напоре да сензибилизира службенике за спровођење закона за питања трговине дјецом током извјештајног периода, али није развила званичне програме за обуку службеника за идентификацију жртава. Распрострањеност трговине децом у земљи је добро позната, али и службеници и грађани имају потешкоћа да разликују децу која добровољно мигрирају ради посла и децу која су жртве трговине.

## Превенција (2010)
Снажна партнерства са невладиним и међународним организацијама омогућила су влади Буркинабеа да одржи информативне и образовне кампање широм земље у борби против трговине људима током прошле године. Локални и међународни партнери подржали су радионице и семинаре фокусиране на трговину децом, а државни и приватни медији емитовали су радио и телевизијске програме који су утицали на око 600.000 људи. Влада је поделила хиљаде брошура у којима се описује Национални акциони план за борбу против трговине људима, али није била у могућности да спроведе план. Градоначелник Уагадугуа предузео је неке кораке да смањи потражњу за комерцијалним сексуалним односима затварањем 37 јавних кућа у престоници 2009. Влада је војним трупама Буркинабеа обезбедила обуку о људским правима и трговини људима пре њиховог распоређивања у иностранству као међународне мировне снаге.